# 박승민 (야구인)
박승민(朴承珉, 1977년 3월 18일 ~ )는 전 KBO 리그 KIA 타이거즈의 투수이자, 현 KBO 리그 한화 이글스의 투수코치이다. 개명 전 이름은 '박준수(朴準洙)'이다. 2012년 시즌 후에 개명했다.

## 선수 시절

### 현대 유니콘스시절
서울고등학교 3학년 때 2차 9순위로 지명받았고, 경희대학교 졸업 후 2000년에 입단하였으나 5경기 출전에 그쳤다. 그 이후로 줄곧 2군에서 지냈고 2005년부터 1군에서 본격적인 활약을 시작했다.
2005년 29경기에 등판해 1승 1패, 1홀드, 3점대 평균자책을 기록한 것을 시작으로 이듬해 2006년에는 소속 팀 투수 황두성이 시즌 초 마무리에서 크게 부진해 2군으로 내려가자 그가 마무리로 자리잡았다. 이 해 61경기에 등판해 5승 5패, 38세이브, 1점대 평균자책점을 기록하는 등 팀의 특급 마무리로 거듭났다. 2006년에는 서군 올스타 선수로 선발됐다.
그러나 2007년에 부상과 함께 구위 저하가 시작되며 마무리를 포기하고 중간 계투로 등판해 53경기에서 6승 3패, 3세이브, 8홀드, 2점대 평균자책을 기록하며 건재함을 보였다.

### 넥센 히어로즈시절
2008년에는 34경기에 등판해 승리없이 3패, 2세이브, 7홀드, 3점대 평균자책점을 기록하며 구위가 하락했다. 2009년에는 부상 악화로 인해 임의탈퇴돼 단 한 경기도 등판하지 못하고 재활했다. 그의 공백으로 인해 2010년 3월 시범 경기 기간 중 한화 이글스에 마일영을 보내고 한화 이글스의 사이드암 불펜 투수였던 마정길이 트레이드로 영입됐다. 재활을 마치고 2010년에 42경기에 등판해 42.1이닝 3승 3패, 8홀드, 2점대 평균자책점을 기록했다. 2011년 11월 25일에 방출됐다.

### KIA 타이거즈시절
방출 후 2011년 12월 2일에 이적했지만 2경기에 등판해 1홀드를 기록하는 데 그치고 시즌 후 방출됐고, 이후 은퇴했다.

## 야구선수 은퇴 후
2013년 시즌 불펜투수코치를 맡았던 김수경이 선수 복귀를 선언하며 고양 원더스에 입단하자 2013년 10월 26일 넥센 히어로즈의 불펜투수코치로 선임되며 지도자 생활을 시작했다.
2016년 시즌 후 당시 투수코치였던 손혁이 사임하자 그의 보직이 투수코치로 변경됐다. 2017년 8월부터 화성 히어로즈의 투수코치로 활동했다.

## 출신 학교
- 서울강남초등학교
- 서울 강남중학교
- 서울고등학교
- 경희대학교

## 통산 기록
| 연도 | 팀명   | 평균자책점 | 경기 | 완투 | 완봉 | 승 | 패 | 세 | 홀 | 승률  | 타자 | 이닝   | 피안타 | 피홈런 | 볼넷 | 사구 | 탈삼진 | 실점 | 자책점 |
| ---- | ------ | ---------- | ---- | ---- | ---- | -- | -- | -- | -- | ----- | ---- | ------ | ------ | ------ | ---- | ---- | ------ | ---- | ------ |
| 2000 | 현대   | 9.53       | 5    | 0    | 0    | 0  | 0  | 0  | 0  | 0.000 | 28   | 5 2/3  | 5      | 1      | 5    | 1    | 4      | 6    | 6      |
| 2002 | 현대   | 3.38       | 2    | 0    | 0    | 0  | 0  | 0  | 0  | 0.000 | 13   | 2 2/3  | 4      | 1      | 1    | 0    | 4      | 1    | 1      |
| 2004 | 현대   | 0.00       | 1    | 0    | 0    | 0  | 0  | 0  | 0  | 0.000 | 6    | 1 1/3  | 0      | 0      | 1    | 0    | 0      | 0    | 0      |
| 2005 | 현대   | 3.86       | 29   | 0    | 0    | 1  | 1  | 0  | 1  | 0.500 | 176  | 42     | 37     | 4      | 7    | 7    | 43     | 20   | 18     |
| 2006 | 현대   | 1.82       | 61   | 0    | 0    | 5  | 5  | 38 | 0  | 0.500 | 264  | 69 1/3 | 48     | 2      | 11   | 4    | 65     | 14   | 14     |
| 2007 | 현대   | 2.86       | 54   | 0    | 0    | 6  | 4  | 3  | 4  | 0.600 | 221  | 50 1/3 | 41     | 4      | 28   | 9    | 49     | 19   | 16     |
| 2008 | 우리   | 3.62       | 34   | 0    | 0    | 0  | 3  | 2  | 7  | 0.000 | 114  | 27 1/3 | 20     | 2      | 10   | 3    | 17     | 11   | 11     |
| 2010 | 넥센   | 2.34       | 42   | 0    | 0    | 3  | 3  | 0  | 8  | 0.500 | 167  | 42 1/3 | 30     | 4      | 16   | 4    | 25     | 11   | 11     |
| 2011 | 넥센   | 6.41       | 34   | 0    | 0    | 2  | 2  | 1  | 8  | 0.500 | 92   | 19 2/3 | 22     | 0      | 10   | 2    | 9      | 15   | 14     |
| 2012 | KIA    | 0.00       | 2    | 0    | 0    | 0  | 0  | 0  | 1  | 0.000 | 5    | 1 1/3  | 1      | 0      | 0    | 0    | 0      | 0    | 0      |
| 통산 | 10시즌 | 3.13       | 264  | 0    | 0    | 17 | 18 | 44 | 29 | 0.486 | 1086 | 262    | 208    | 18     | 89   | 30   | 216    | 97   | 91     |